# Gabrovica pri Črnem Kalu
Gabrovica pri Črnem Kalu – wieś w Słowenii, w gminie miejskiej Koper. 1 stycznia 2018 liczyła 23 mieszkańców.